# Wyndham Halswelle
Wyndham Halswelle (Londres, 30 de maig de 1882 – Neuve-Chapelle, Pas-de-Calais, 31 de març de 1915) va ser un atleta anglès que va competir a principis del segle xx. En el seu palmarès destaca la controvertida final dels 400 metres dels Jocs de Londres de 1908.

## Primers anys
Nascut a Londres passà la infantesa a Edimburg. Va tenir una brillant carrera com a atleta al Charterhouse School i al Reial Col·legi Militar de Sandhurst, on cursà estudis d'oficial abans de ser designat a un regiment de l'Exèrcit Britànic i enviat a Sud-àfrica per prendre part a la Segona Guerra Bòer, el 1902. Quan tornà a casa fou convençut per un oficial superior perquè es dediqués a l'atletisme.

## Vida esportiva
El 1904 es proclamà campió de l'exèrcit de les 880 iardes i el 1905 guanyà el campionat d'Escòcia i l'AAA en 440 iardes. El 1906 va prendre part en els Jocs Intercalats d'Atenes, on disputà tres proves del programa d'atletisme. En elles guanyà la plata en els 400 metres i el bronze als 800 metres, mentre en els 100 quedà eliminat en sèries. En tornar a Escòcia es proclamà campió nacionals de les 100, 220, 440 i 880 iardes, una gesta mai més igualada. Una lesió a la cama va escurçar la temporada de 1907, però tornà amb força l'any següent per establir un nou rècord del món de les 300 iardes i el rècord britànic de les 440 iardes.
El 1908 va prendre part en els Jocs Olímpics de Londres, on guanyà la medalla d'or en una controvertida final dels 400 metres. En aquesta cursa s'hagué de repetir la final després que en la primera el vencedor inicial, John Carpenter, fos desqualificat per haver maniobrat per tal d'evitar que Halswelle l'avancés. Això era legal segons les regles americanes sota les quals Carpenter competia habitualment, però estava prohibit per les regles britàniques, que eren sota les quals es disputaven els Jocs Olímpics. En la repetició de la final els dos compatriotes de Carpenter es negaren a participar-hi, amb la qual cosa Halswelle disputà la cursa en solitari, única vegada en la història de l'atletisme dels Jocs que això ha passat.
Aquesta situació va dur a Halswelle a retirar-se de l'atletisme aquell mateix any.

## Mort
Halswelle va prendre part, com a capità, a la Primera Guerra Mundial, on fou mort per un franctirador quan intentava rescatar un oficial ferit en la batalla de Neuve Chapelle, el 30 de març de 1915. Dies abans havia estat ferit, però s'havia negat a ser evacuat.